# Line Barfod
Pour les articles homonymes, voir Barfod.
Line Barfod, né le 24 mai 1964 à Copenhague, est une avocate et femme politique danoise.

## Biographie
Line Barfod est la fille d'un bibliothécaire adjoint, Werner Brandstrup Andreasen et de la travailleuse sociale Åse Barfod. Elle fait ses études au Rysensteen Gymnasium (1980-1983) et à la Tidens Højskole (1983-1984) et obtient une maîtrise en droit à l' Université de Copenhague, qu'elle fréquente de 1985 à 1992,.
Avocat auprès d'Advokatfirmaet Foldschack & Forchhammer depuis 2002 et auprès d'Advokaterne Ulla Paabøl & Knud Foldschack de 1993 à 2002, elle est tutrice en droit pénal à l'Université de Copenhague de 1992 à 2000. Conseiller en dette d'études auprès du Conseil des étudiants depuis 1991, membre du Folketing pour la liste de l'unité dans le district du comté de Frederiksborg, de 1996 à 1998, dans la circonscription du comté d'Århus du 8 octobre au 30 novembre 1998, dans le district de d'Århus ouest, de 1998 à 1999 et dans le district de Nørrebro, de 1999 à 2001, elle est élue aux élections législatives danoises de 2001 au Folketing toujours sous l'étiquette de la liste de l'unité dans la circonscription de l'est de Copenhague, fonction qu'elle occupe du 20 novembre 2001 au 8 février 2005.
Le 25 septembre 2007, dans une lettre ouverte, elle prend parti avec Rune Lund contre les positions de Lone Johnsen et Peter Schultz Jørgensen au sujet de l'islamisme.
Elle est mariée à Klaus Hansen. Le couple à quatre enfants.